# Joventut Obrera Cristiana

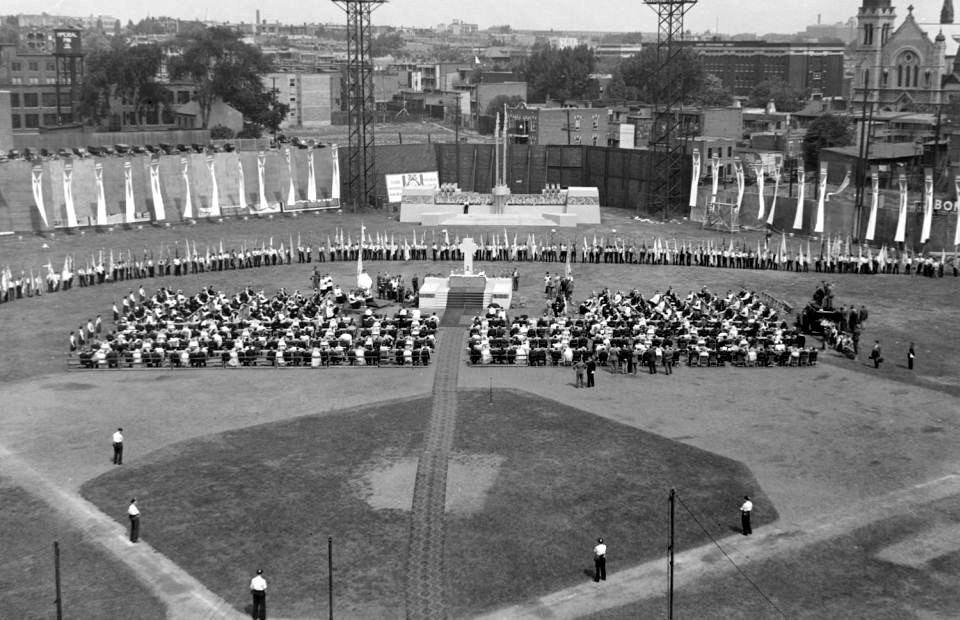
La JOC a Quebec en 1939

La Joventut Obrera Cristiana (JOC) és un moviment especialitzat propi de l'Acció Catòlica, que dona resposta i s'encarna entre les persones joves de barris obrers. Fou fundada el 1924 pel sacerdot belga (després cardenal) Joseph Cardijn. És una organització destinada a promoure la Doctrina Social de l'Església entre els i les joves. A Espanya va crear-se el 1956, al Congrés de Valladolid de les Joventuts Obreres d'Acció Catòlica, les quals es van canviar el nom per a ser reconegudes pel moviment a escala internacional. Aquest reconeixement es va assolir el 1957.

## Història
La revolució industrial començada a Europa a finals del segle xviii va provocar una progressiva immigració de persones des del camp a les ciutats, i això va engendrar el naixement d'una nova classe, la Classe obrera. Les condicions de treball eren molt dures i el col·lectiu obrer va prendre consciència de la necessitat d'organitzar-se.
En un ambient obrer va créixer el capellà belga Joseph Cardijn (1882-1967), que ja de ben jove s'indignà per les condicions en què vivien els i les joves treballadores. S'adonà que l'Església no podia estar allunyada de la Classe obrera i, d'altra banda, pensava que l'evangelització dels i les joves obreres només podia ser obra dels mateixos joves d'aquesta classe.
Després d'un procés, l'abril de 1925, es va crear la Joventut Obrera Cristiana (JOC), promoguda per Cardjin. El Moviment té per principis tres veritats de base:
- La veritat de fe: els i les joves obreres no són màquines ni bèsties de càrrega, són fills i filles de Déu.
- La veritat d'experiència: les condicions de vida dels i les joves obreres estan en contradicció absoluta amb el destí que Déu vol.
- La veritat de mètode: l'única manera de superar aquesta contradicció és l'organització dels mateixos joves al si de l'Església.

### Història de la JOC a Catalunya
El 1932 es va fundar la JOC a Catalunya (com a Subfederació Obrera dins de la Federació de Joves Cristians), que més tard va desaparèixer amb la Guerra Civil.
Després del conflicte, van aparèixer grups més o menys clandestins que seguien la metodologia de la JOC belga i francesa. Es van haver d'integrar a la JOAC (Joventut Obrera d'Acció Catòlica), moviment que la jerarquia (que desconfiava del moviment internacional que era la JOC) havia creat a Espanya l'any 1947. El 1956 la JOAC passa a anomenar-se JOC.
La dècada dels cinquanta representà el creixement i la consolidació de la JOC catalana, si bé els anys de plenitud foren els compresos entre el 1962 i 1966. A finals dels seixanta, però, s'entrà en crisi, d'una banda, a causa de la participació de part dels militants de la JOC a les forces politicosocials emergents (oblidant aspectes de fons del Moviment) i, d'altra banda, per l'intent dirigista de certs sectors de la jerarquia eclesiàstica. Aquests dos aspectes van fer trontollar la identitat cristiana de la JOC.
D'aquesta manera, en començar els anys setanta la JOC quedava reduïda a uns pocs grups a Granollers, Manlleu i Rubí. El final de la dècada, en canvi, marcà la represa del Moviment.
Paral·lelament, va aparèixer el Moviment de Joves Cristians de Barris Obrers i Ambients Populars (JOBAC) que pretenia recuperar a Barcelona l'esperit i la metodologia de la JOC, però presentant a Jesucrist des del començament del procés educatiu. La JOBAC va créixer, s'hi adheriren uns grups del Baix Llobregat i d'altres punts, i aviat sorgí una coordinació entre tots ells.
Ambdós Moviments anaven creixent. A la dècada dels vuitanta s'iniciaren els contactes, partint del convenciment que calia unir els esforços, ja que compartien els mateixos objectius. Després de realitzar actes conjunts, el procés d'unió dels dos Moviments es va acabar l'any 1992 amb la celebració d'un Consell Extraordinari, on els dos moviments es van unir definitivament sota el nom de JOC Nacional de Catalunya i les Illes / Joc-Jobac.